# کولیکا (استان اوپوله)
کولیکا (به لهستانی: Kolejka) یک منطقهٔ مسکونی در لهستان است که در گمینا دوبروجنگ واقع شده‌است.